# Holger Oijens
Holger Fredrik Oijens, född 7 november 1907 i Göteborg, död 10 mars 2004, var en svensk målare, tecknare och poet. 
Han var son till sadelmakaren Axel Oijens och Elin Strömberg. Han debuterade som diktare med Presentation och utgav sammanlagt åtta diktsamlingar 1948.
Holger Oijens var från 1931 gift med skulptören Elma Oijens (1907–1992). De är begravda på Västra kyrkogården i Göteborg.

## Diktsamlingar i urval
- Presentation, Rundqvists Bokförlag 1948
- Ordlöst,  Geber, Stockholm 1949
- Vilse i vind. Dikter, Bokgillet, Uppsala 1965
- Dagnära, Rabén & Sjögren, Stockholm 1972, ISBN 91-29-44248-6
- Frihetsdikter , Zindermans, Halmstad 1974, ISBN 9152800822
- Sagan om det värdelösa och andra dikter, Zinderman, Göteborg 1976, ISBN 91-528-0144-6
- Förälskelser, Zinderman, Göteborg 1976, ISBN 91-528-0178-0
- Drömvaka. Dikter, Zinderman, Göteborg 1977, ISBN 91-528-0210-8

## Offentlig konst i urval
- Tre gäss, nickelbrons, 1967 kvarteret Tingshuset i Klippan (tillsammans med Elma Oijens)